# میشل ژاک گابریل
میشل ژاک گابریل (به فرانسوی: michel Jacques Gabriel)‎(۱۶۶۷–۱۷۴۲) طراح، نقاش، هنرمند و معمار قرن ۱۷و۱۸ میلادی است او از شاگردان و همکاران منزارت یکی از طراحان برجسته در ساخت کاخ ورسای بوده او در دوران زندگیش به خاطر ذوق و خلاقیت منحصر بفرد خود همیشه مورد توجه لویی چهاردهم بوده و در نهایت از مشاوران مورد اعتماد و محبوب شاه شد و همچنین لقب «اولین معمار پادشاه» رابه خود اختصاص داد. از کارهای مهمی که در سال‌های خدمت خود به پادشاه کرده می‌توان به مشاوره در ساخت کاخ ورسای که روزی شکارگاه لویی چهاردهم بوده اشاره کرد.
میشل در طول زندگی خود مأموریت ساخت کاخ ورسای را داشته، او همچنین «اولین طراح پلهای شهر پاریس» بوده و نکته جالب اینکه پسر گابریل (آنژ-ژاک گابریل) Ange Jacques Gabriel نیز راه پدر را ادامه داده و در این زمینه همانند پدر در تکمیل کردن کاخ ورسای در زمان لویی ۱۴ و۱۵ نقش بسزایی داشته. از آثار دیگر به جا گذاشته توسط خانواده گابریل می‌توان به کلیسای جامع در روچله Cathedral La Rochelle و اپرای کاخ سلطنتی Opera Royal و امارت پتی تریانیون Petit Trianon که در محوطه «کاخ ورسای» بنا شده اشاره کرد.
میشل معروفترین گالری شکار را درمیان کشورهای خارجی داشته و همچنین گالری عجیب و زیبای شکار را در سال ۱۷۳۵ در اتاق خصوصی لویی پانزدهم رابوجود آورده که سال‌ها بعد از مرگش در سال ۱۷۶۶ برای ماریا جوزف بازسای شده.
ژاک به کمک پسرش (آنژ ژاک گابریل) طراحی نقاشی‌های اتاق ساعت واتاق خصوصی پادشاه ودکوراسیون آن و به‌طور کلی تمام دکوراسیون بزرگ روکو را ایجاد کرده که تا امروز به یادگار مانده.
با مرگ میشل دوران هنر خاص در فرانسه به پایان رسید و بعد از ان نیز تکرار نشد.